# Подменыш
Подменыши — существа или предметы в европейском фольклоре, которыми, согласно сказкам и поверьям, подменяли похищенных духами или волшебными существами детей.

## Описание
В средние века бытовало поверье, что духи или нечистая сила (эльфы, тролли, лешие и т. п.) могут похитить некрещёного младенца. Похищенного ребёнка духи уносили в лес или под землю и воспитывали как одного из своего народа.
Для того, чтобы родители не заметили пропажи, на месте ребёнка оставлялся подменыш. Это существо внешне выглядело как младенец, но при этом было всего-навсего куклой либо волшебным существом — иногда ребёнком, иногда взрослым небольшого размера. В разных сказках подменыш описывается по-разному. Иногда это просто деревянная колода, на которую наведены чары, заставляющие людей видеть в ней ребёнка. Иногда это полноценная копия человека, обладающая всем, кроме бессмертной души. В некоторых сказках рассказывается даже о выживших подменышах, которые достигли взрослого возраста, продолжая изображать людей. Но обычно подменыш, даже если его не раскрыть, «умирает» очень скоро после появления на свет.
Причиной появления таких историй была высокая детская смертность в средние века. Родители умерших младенцев убеждали себя, что дело не в трагическом стечении обстоятельств вроде болезней, а в том, что духи похитили их дитя и подсунули им пустую оболочку. Таким же образом объясняли поведение постоянно плачущего, капризного младенца, и существовало несколько способов избавиться от подменыша и вернуть родного ребёнка. Так, в одной сказке мать притворилась, что варит пиво в яичной скорлупе и заинтересовала подменыша, который выдал себя, воскликнув: «сколько лет живу, а никогда не видел, чтобы пиво в яичной скорлупе варили». Были и другие, более жестокие способы — подменыша нужно было отстегать крапивой, вынести на мороз или прижечь горячим, чтобы его родители сжалились и забрали своё дитя, вернув взамен человеческое.

## В популярной культуре

### В музыке
- «The Changeling» — первая песня альбома L.A. Woman группы The Doors.
- «Changeling» — единственный сингл, выпущенный с альбома 1979 года Real to Real Cacophony группы Simple Minds.
- «Changeling» — первая песня альбома 1999 года The Other Ending независимой лос-анджелесской группы The Dagons[англ.].
- «Changeling» / «Transmission 1» — четвёртый трек Endtroducing..., дебютного альбома DJ Shadow.

### В литературе
- Спор между Титанией и Обероном о владении ребёнком-подменышем является основополагающим конфликтом в комедии Уильяма Шекспира «Сон в летнюю ночь» (1594—1596), косвенно приводящим к событиям пьесы.
- В рассказе Айзека Азимова «Детские забавы» [англ.] (1953) источником всех историй о «маленьком народце» представлена раса насекомых-телепатов. По словам представителя расы, его сородичи очень любят молоко, и в прошлые века, когда они жили среди людей, некоторые из них, по слухам, использовали свои силы, чтобы замаскировать себя под младенцев и пить молоко как можно более свежим.
- В романе Пола Андерсона «Сломанный меч» [англ.] (1954) обиженная ведьма похищает новорождённого сына короля и на его месте оставляет подменыша.
- Зильфа Кетли Снайдер[англ.] в романе «Подмёныш» (1970) показывает девушку по имени Айви, которая убеждена, что она на самом деле сказочный ребёнок.
- В романе Грегори Магуайра[англ.] «Исповедь уродливой сводной сестры» (1999) Клара ван ден Меер считает, что духи воды похитили её и превратили в подменыша.
- В романе Кита Донохью[англ.] «Украденное дитя» (2006) рассказывается о группе подменышей, которые живут в лесу на западе Пенсильвании.
- В романе Фрэнсис Хардинг «Песня кукушки» (2014) главная героиня является подменышем.
- В романе Бена Аароновича «Лето наперстянки» (2014) феномен похищения человеческих детей и замены их на подменышей изображается как актуальная современная практика.
- В книге Аманды Хокинг «Подкидыш» (2012) рассказывается о девушке, которая обнаруживает, что она подменыш.
- Роман Ханны Кент[англ.] «Добрые соседи» (2016, в России был издан под названием «Тёмная вода») основан на истории «подменыша» XIX века Майкла Лихи.
- В романе Патриции Маккиллип «Морской подменыш» рассказывается про принца-подменыша, связанного с подводным царством.
- Лайонел Шрайвер[англ.] использует термин «подменыш», чтобы описать подростка-убийцу Кевина в своём романе «Нам нужно поговорить о Кевине» (2003, также известен как «Цена нелюбви»).
- В романе Дианы Сеттерфилд «Пока течёт река» (2018) говорится о том, что одного из персонажей, родившегося с синдромом Дауна, при рождении повивальная бабка сочла подменышем и предлагала бросить в огонь, но он успел взять грудь матери, и та отказалась верить в то, что это не её дитя. Это спасло ребёнка от страшной смерти, которой, очевидно, подвергались многие младенцы, родившиеся с отклонениями. Центральная героиня также в определённом смысле может считаться подменышем, хотя подмены в колыбели не было.
- В стихотворении Уильяма Батлера Йетса «Похищенное дитя» упоминается подменыш, которого зовут в «в царство фей, к лесной воде». Это строчка также используется в названии первого эпизода сериала «Судьба: Сага Винкс», в котором главная героиня Блум является подменышем.

### В фильмах
- В фильме «Из тьмы» (англ. The Hallow) ребёнка семейной пары, лесника Адама и его жены Клер, похищают лесные духи и подменяют на подменыша (перевёртыша). Адам жертвует собой чтобы вернуть настоящего ребёнка.
- Триллер 2008 года «Подмена» основан на истории Кристины Коллинз[англ.], девятилетний сын которой Уолтер Коллинз пропал без вести в 1928 году.
- В киноальманахе ужасов 2015 года «Рождественские страшилки»[англ.] одна из историй рассказывает о паре, младшего сына которых подменили после совместной поездки в лес за ёлкой.
- В фильме «Хеллбой» 2019 года, демон приходит к семейной паре, которая полагает, что с их ребёнком что-то не так. Хеллбой выясняет это с помощью железной подковы, т.к. подменыш-оборотень боится железа. Он убегает обратно к феям, чтобы те вернули настоящую Элис.

### На телевидении
- В сериале «Сверхъестественное» Винчестеры сталкиваются с подменышами, изображающими из себя настоящих детей.
- В мультсериале «Дружба — это чудо» подменышами являются пони, похожие на насекомых, которые маскируются под других существ и питаются их любовью.
- В сериале «Звёздный путь: Глубокий космос 9» Федерация сражается в Гамма-квадранте с расой изменяющих форму подменышей.
- В сериале 2008 года «Мерлин» (6-я серия 3-го сезона) волшебные существа, известные как «народ Ши», подменяют невесту Артура — принцессу Элейн.
- В 3-м эпизоде 1-го сезона сериала «Предания» показана история Бриджит Клири[англ.], семья которой считает, что она была подменена, и делает всё возможное, чтобы вернуть девочку.
- В мультсериале «Охотники на троллей: Истории Аркадии», Аркадия кишит подменышами, которые уносят детей в тёмные земли, чтобы принять их облик. Оборотни в сериале — тролли, а не феи.
- В телесериале «Чужестранка» (10-й эпизод 1-го сезона) Клэр находит брошенного ребёнка в лесу, и ей говорят, что это подменыш.
- В сериале «Судьба: Сага Винкс» выясняется, что Блум является подменышем. Её украли кровавые ведьмы из-за её великого дара, но позже их город Астер Делл был уничтожен, а сама Блум спасена Розалиндой, скрывшей фею огня на Земле у её приемных родителей — Майка и Ванессы.
- В сериале "Катла" история строится на появлении в городке Вик после извержения вулкана подменышей ранее пропавших людей.

### В играх
- В игре 1987 года Star Wars[англ.] компании Family Computer Люк Скайуокер борется с четырьмя подменышами, предполагая появление Дарта Вейдера. При атаке они раскрывают свои истинные формы, такие как скорпион, акула, птеродактиль и вампа.
- В настольной игре 1993 года Magic: The Gathering термин «подменыш» используется для определения способности оборотней существа и даёт этим картам все типы существ.
- В обеих версиях вселенной World of Darkness компании White Wolf Games включают игровую линию под названием «подменыши».
- В игре StarCraft II: Wings of Liberty подменыши это шпионы зергов[1].
- В игре Fire Emblem Heroes[англ.] антагонист по имени Локи, скорее всего, подменыш.
- В игре Button Men[англ.] персонаж подменыш представлен как редкая кнопка в наборе Солдаты.
- Подменыши — играбельная раса в аддоне Wayfinder's Guide to Eberron игры Dungeons & Dragons[2].